# Malo Polje, Ajdovščina
Malo Polje este o localitate din comuna Ajdovščina, Slovenia, cu o populație de 82 de locuitori.